# Un'yō (porte-avions)
Pour les autres navires du même nom, voir Un'yō.
Le Un'yō (雲 鷹) était un porte-avions d'escorte japonais de classe Taiyō utilisé par la Marine impériale japonaise pendant la Seconde Guerre mondiale.
Ancien navire à passagers baptisé Yawata Maru (八 幡 丸), il est l'un des trois navires (avec le Taiyō et le Chūyō) à être converti en porte-avions d'escorte. Il est transféré dans la Marine japonaise pendant la guerre du Pacifique où il est modifié en 1942. Il est utilisé comme navire d'entraînement, transports d'aéronefs et escorteur de convois jusqu'à son torpillage par un sous-marin américain en septembre 1944.

## Configuration civile
Le Yawata Maru (雲鷹) était le deuxième des trois navires de la classe Nitta Maru construit par Mitsubishi Heavy Industries, à Nagasaki pour la compagnie maritime Nippon Yusen Kaisha (NYK). Sa quille est posée le 14 décembre 1938 sous le numéro de coque 751, il est lancé le 31 octobre 1939 et mis en service le 31 juillet 1940.
Configuré en paquebot, le navire jaugeait 17 163 tonnes, avait une longueur de 170 mètres et un faisceau de 22,5 mètres. Il avait un tonnage net de 9 397 tonnes et une capacité de chargement de 11 800 tonnes. Le navire pouvait héberger 285 passagers (127 de première classe, 88 de seconde et 70 de troisième). Il était alimenté par deux séries de turbines à vapeur à engrenages fabriquées par le constructeur naval, chacune entraînant un arbre d'hélice, utilisant de la vapeur produite par quatre chaudières à tubes d'eau. Les turbines avaient une puissance de 25 200 chevaux (18 800 kW) le propulsant à une vitesse moyenne de 19 nœuds (35 km/h) et une vitesse maximale de 22,2 nœuds (41,1 km/h).

## Modification et carrière militaire
Le navire est réquisitionné par la Marine impériale japonaise pour être utilisé comme transport militaire et de prisonniers de guerre jusqu'en octobre 1941. Du 25 novembre 1941 au 31 mai 1942, le Yawata Maru est converti en porte-avions d'escorte à l'arsenal naval de Kure où il est rebaptisé Onu'yō le 31 août 1942.
Les navires de classe Taiyō déplaçaient 18 116 tonnes à charge nominale et 20 321 tonnes à pleine charge. Il avait une longueur totale de 180,2 mètres, un faisceau de 22,5 mètres et un tirant d'eau de 7,7 mètres. Le pont d'envol faisait de 172 mètres de long et 23,5 mètres de large, il n'était équipé d'aucun équipement d'arrêt (type brin d'arrêt). Le navire, configuré en flush deck, avait un hangar unique d'environ 91,4 mètres de long, desservi par deux ascenseurs de 12 et 13 mètres. Le Un'yō, comme le Chūyō, pouvait accueillir 30 avions, dont des pièces de rechange.
Les modifications apportées lors de sa reconversion limitèrent sa vitesse à 21,4 nœuds (39,6 km/h). Sa capacité de transport était de 2 290 tonnes de pétrole lui donnant une portée de 8 500 milles nautiques (15 700 km) à une vitesse de 18 nœuds (33 km/h). Son équipage comprenait 850 officiers et marins.
Le navire était équipé de 2 canons de 12,7 cm/40 Type 89 à double usage sur les côtés de la coque. Son armement léger comprenait 4 canons de 25 mm Type 96 (production sous licence) dans quatre montants double canons, également sur les côtés de la coque.
Début 1943, les quatre montants double canons de 25 mm sont remplacés par des montants triples et un nombre variable de canons de 25 mm ont été ajoutés. Le Un'yō avait également un radar de recherche aérien de type 13 fixé dans une installation rétractable sur le poste de pilotage. En juillet 1944, son armement léger a été augmenté allant jusqu'à 64 canons de 25 mm et 10 mitrailleuses 13,2 mm.
Entre juillet et octobre 1944, le Un'yō effectue trois voyages entre les îles Truk, Saipan et Rabaul, au cours duquel il livre une dizaine de Mitsubishi A6M Zero. Sa prochaine mission consistait à transporter un avion entre les îles Truk, les Philippines, les Palaos et les Indes orientales néerlandaises. Le navire quitte Yokosuka le 28 octobre, il récupère le 2e régiment de chasse à Surabaya le 2 décembre et les débarque aux îles Truk 11 jours plus tard. Le Un'yō retourne ensuite à Surabaya le 24 décembre et charge 33 avions du 1er régiment de chasse de l'armée impériale japonaise destinés à la base des îles Truk. Début janvier 1943, le porte-avions retourne à Yokosuka.
Le 10 juillet 1943, il est torpillé par le sous-marin américain USS Halibut (en) au large des Truk.
Le 19 janvier 1944 lors de son transit vers Yokosuka, il est de nouveau torpillé et gravement endommagé par trois torpilles tirées de l'USS Haddock. Le 23 janvier, lors de son transit vers Saipan pour y effectuer des réparations, il est attaqué sans succès par le sous-marin Halibut. Le Un'yō est de nouveau mis en service en juin 1944.
Le 17 septembre, le Un'yō est touché par trois torpilles tirées de l'USS Barb (en). Malgré de moult efforts pour le garder à flot, il coule à 220 milles marins (410 km) au sud-est de Hong Kong, à la position géographique 19° 08′ N, 116° 36′ E. Des 1 000 personnes présentes à bord, 761 ont été secourus.